# مطبخ نيوزلندي

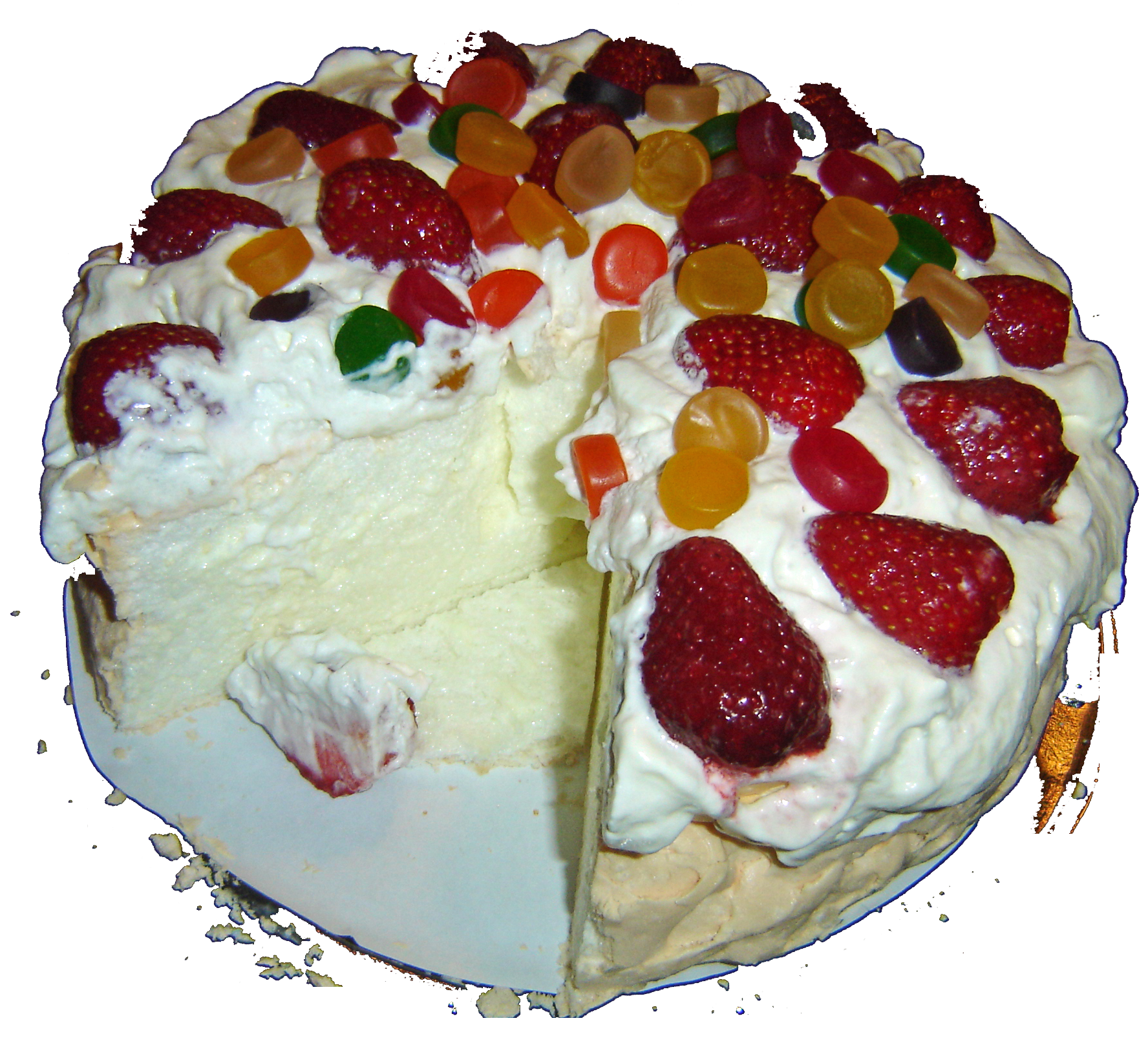
"البافولفا" أحد أعلام المطبخ النيوزيلندي.

المطبخ النيوزيلندي هو مطبخ يشتق أطباقه من الكثير من المصادرِ المختلفة، ذو خصوصية بريطانية والبعض من الآمورية في أوائل التاريخ. بعد الحرب العالمية الثانية بدأ يشتق من المطبخ الأمريكي والأسترالي والمطبخ الأمريكي الجديد ومطبخ جنوب شرق آسيا، شرق آسيا، والهند وكل هذا منذ عام 1980.
أفضل مطبخ من نيوزيلندا يؤكّد على النوعية وطراوة المنتج النيوزيلندي المأخوذ من الأرض والبحر والمتوفر بسهولة في الجزيرة التي يستند اقتصادها على الزراعة.
المطبخ النيوزلندي مشابه لمطبخ أستراليا. العشاء هو وجبة الطعام الرئيسية لليوم، عندما تتجمع العوائل وتشترك في مسائهم سوية.

## أكلات تم تطويرها في نيوزيلندا
- بسكويت أفغاني
- أوزة استعمارية
- بافولفا
- كعكة المصاصة
- آيس كريم هوكي بوكي
- بسكويت أنزاك

## وصلات خارجية
- موسوعة الطبخ النيوزلندي